# Васильев, Аркадий Николаевич (писатель)
Арка́дий Никола́евич Васи́льев (3 (16) марта 1909, Шуя — 23 августа 1972, Москва) — русский советский писатель и сценарист. Отец Дарьи Донцовой.

## Биография
В 1922 году по комсомольскому призыву поступил в Петроградское военно-морское училище, окончил три курса.
С 1929 года был следователем ОГПУ при СНК СССР. С 1932 года работал в областной ивановской газете «Рабочий край», последовательно занимал должности журналиста, заведующего отделом, секретаря редакции.
Во время Великой Отечественной войны был военным корреспондентом ТАСС, после её окончания — журналистом газеты «Правда».
В 1960-х годах был членом редколлегий журналов «Крокодил», «Москва», «Огонёк», секретарем парторганизации Московского отделения Союза писателей.
В 1965 году выступал в качестве общественного обвинителя[уточнить] на процессе Синявского и Даниэля.
Был депутатом Моссовета.
Перенёс несколько инсультов.
В 1972 году скончался после неудачно проведённой в Кремлёвской больнице операции по удалению желчного пузыря.
Похоронен на Новодевичьем кладбище.

### Личная жизнь

#### Семья
- Первая жена — Галина Николаевна.
  - Дочь — Изольда Аркадьевна Васильева (в замужестве Ягодкина). Зять — Владимир Николаевич Ягодкин.
- Вторая жена — Фаина Борисовна.
- Третья жена — Тамара Стефановна Новацкая (в замужестве Васильева).
  - Дочь — Агриппина Аркадьевна Васильева (в замужестве Донцова; псевдоним Дарья Донцова).

#### Писательская среда

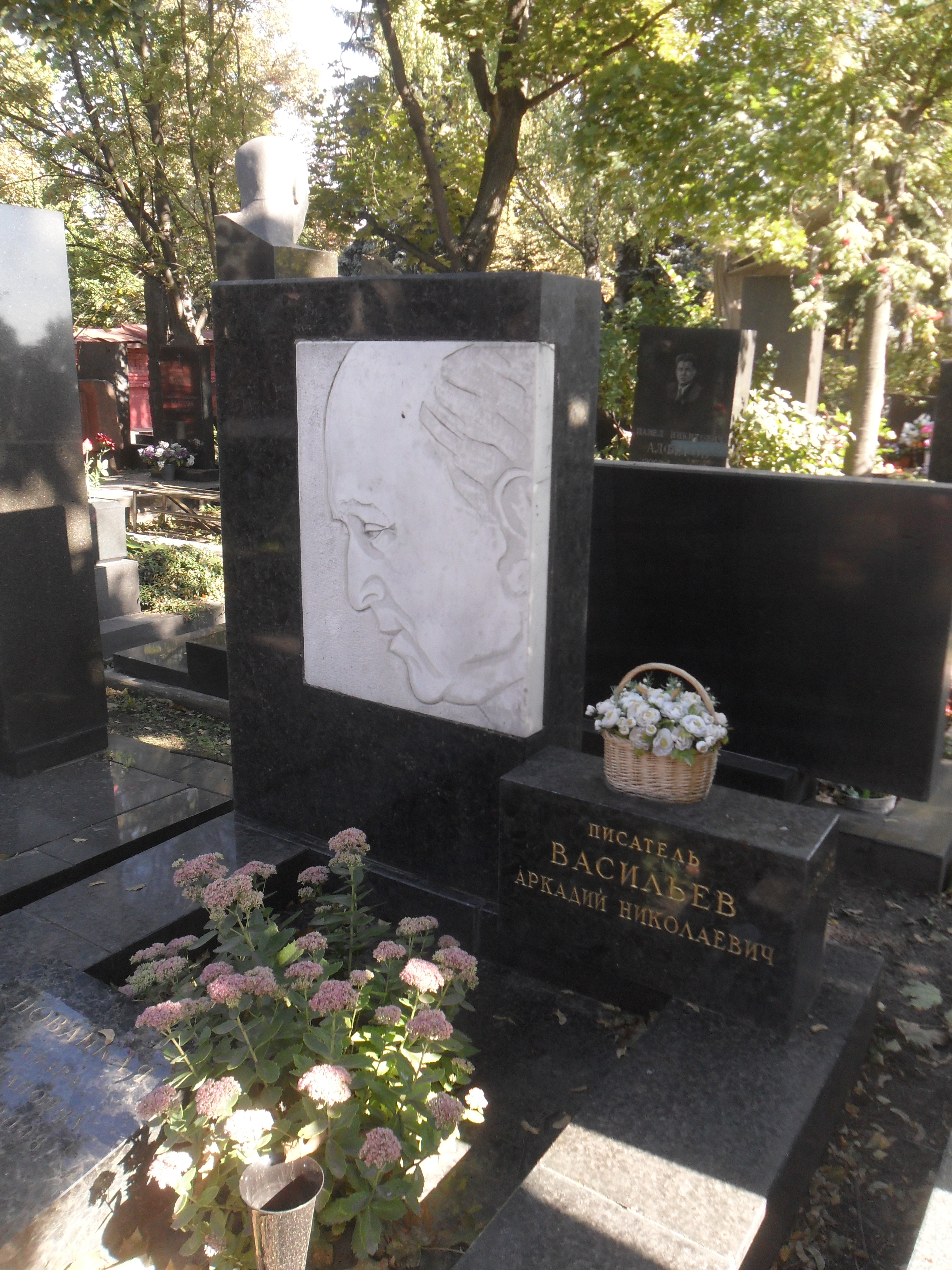
Могила Васильева

Пользовался дурной славой у своих соседей по дому ЖСК «Московский писатель». Так, поэт Андрей Клёнов вспоминает: «Скоро в доме этом стало жить тяжело. И не мне одному. С первых дней дом наш стал притчей во языцех из-за многих плохих людей, поселившихся в нём. Типа Аркадия Васильева, о котором Войнович пишет — „чекист, писатель, обвинитель Синявского и Даниэля“ (добавлю от себя — многолетний секретарь парторганизации Московского Союза писателей, депутат Моссовета, член редколлегии журнала „Москва“, и так далее, и тому подобное). <…> Даже беглые встречи с обитателями Писательского дома на улице Черняховского, людьми типа Урганова, Васильева, Веры Ивановны Эйлис и многих других, были неприятны, портили настроение. Но даже придя домой и закрыв дверь на замок, нет, на два замка, я чувствовал незримое присутствие Васильевых в этом проклятом доме».
В свою очередь Лидия Чуковская, называя Васильева «могущественным членом редколлегии журнала „Москва“, старым чекистом», чем Васильев «откровенно гордился, показывая сотрудникам значок чекиста, украшавший его грудь», предполагает, что именно благодаря Васильеву её перестали печатать.
Юлиан Оксман, описывая похороны Корнея Чуковского, называет Васильева «черносотенцем от литературы» и предполагает, что тот отсутствует, потому что Чуковский заранее распорядился не приглашать Васильева на похороны.

## Творчество
Советский литературный критик Михаил Гус так комментирует творчество Васильева: «В центре книг Аркадия Васильева, как правило, не выдуманные герои, а люди с богатыми подлинными биографиями. Так, писатель неоднократно воссоздавал образ Михаила Васильевича Фрунзе — замечательного ленинца, несгибаемого, мужественного подпольщика, легендарного полководца Красной Армии», положительно отзываясь и о его романе «В час дня, Ваше превосходительство», во второй части которого главный герой (чекист) под прикрытием проникает в штаб генерала Власова. Однако доктор исторических наук, специалист по коллаборационизму во Второй мировой войне Борис Ковалёв отмечает, что «автор извратил очень много фактов».

## Награды
- Орден Трудового Красного Знамени.
- 6 апреля 1967 — орден «Знак Почёта».

## Публикации

### Романы
- Васильев А. Н. Есть такая партия. В трёх книгах / илл. Ю. М. Казмичев. — Москва: Советская Россия, 1959. — Т. 1, кн. 1–2 («Смело, товарищи, в ногу», «Генеральная репетиция»). — 575 с.
- Васильев А. Н. Есть такая партия. В трёх книгах / илл. Ю. М. Казмичев. — Москва: Советская Россия, 1959. — Т. 2, кн. 3 («Есть такая партия!»). — 350 с.
- Васильев А. Н. Есть такая партия. В трёх книгах. — Москва: Советская Россия, 1963. — Т. 1, кн. 1 («Смело, товарищи, в ногу»). — 312 с.
- Васильев А. Н. Есть такая партия. В трёх книгах. — Москва: Советская Россия, 1963. — Т. 2, кн. 2–3 («Генеральная репетиция», «Есть такая партия!»). — 686 с.
- Васильев А. Н. Есть такая партия. В трёх книгах. — Москва: Советская Россия, 1967. — Т. 1, кн. 1 («Смело, товарищи, в ногу»). — 280 с.
- Васильев А. Н. Есть такая партия. В трёх книгах. — Москва: Советская Россия, 1967. — Т. 2, кн. 2–3 («Генеральная репетиция», «Есть такая партия!»). — 612 с.
- Васильев А. Н. Есть такая партия. В трёх книгах. — Москва: Воениздат, 1972. — 750 с.
- Васильев А. Н. Понедельник — день тяжелый. — Москва: Советский писатель, 1961. — 310 с.
- Васильев А. Н. Понедельник — день тяжелый. — Москва: Советский писатель, 1962. — 246 с.
- Васильев А. Н. Понедельник — день тяжелый. Вопросов больше нет... — Москва: Советский писатель, 1967. — 368 с.
- Васильев А. Н. Вопросов больше нет... / илл. А. Л. Черномордик. — Москва: Советский писатель, 1965. — 231 с.
- Васильев А. Н. Холодный март / Г. Епишин. — Москва: Детская литература, 1968. — 254 с.
- Васильев А. Н. В час дня, ваше превосходительство... — Москва: Художественная литература, 1970. — Т. 1. — 94 с. — (Роман-газета. — № 16).
- Васильев А. Н. В час дня, ваше превосходительство... — Москва: Художественная литература, 1970. — Т. 2. — 126 с. — (Роман-газета. — № 17).
- Васильев А. Н. В час дня, ваше превосходительство... — Москва: Советская Россия, 1970. — 507 с.
- Васильев А. Н. В час дня, ваше превосходительство... / илл. Е. Ильенко. — Москва: Московский рабочий, 1972. — 544 с.
- Васильев А. Н. В час дня, ваше превосходительство... / илл. Е. Ильенко. — Москва: Московский рабочий, 1974. — 544 с. — (Подвиг).
- Васильев А. Н. В час дня, ваше превосходительство... / илл. Е. В. Ракузин. — Москва: Советский писатель, 1973. — 559 с.
- Васильев А. Н. В час дня, ваше превосходительство... — Москва: Советский писатель, 1984. — 494 с.
- Васильев А. Н. В час дня, ваше превосходительство... — Москва: Воениздат, 1994. — 461 с. — (Детектив. Приключения). — ISBN 5-203-01691-7.
- Васильев А. Н. Избранные произведения. В двух томах / пред. С. Ананьев. — Москва: Художественная литература, 1975. — Т. 1 («Есть такая партия!»). — 748 с.
- Васильев А. Н. Избранные произведения. В двух томах. — Москва: Художественная литература, 1975. — Т. 2 («В час дня, ваше превосходительство...»). — 428 с.

### Повести и рассказы
- Васильев А. Н. Товарищ Арсений. Рассказы о М. В. Фрунзе / илл. Г. Балашов. — Москва: Военное издательство, 1951. — 64 с. — (Библиотечка журнала «Советский воин», № 3 (166)).
- Васильев А. Н. Товарищ Арсений. Рассказы о М. В. Фрунзе / илл. А. Зегер. — Москва — Ленинград: Детгиз, 1952. — 136 с.
- Васильев А. Н. Товарищ Арсений. Рассказы о М. В. Фрунзе / илл. В. Н. Говоров. — Иваново: Книжное издательство, 1954. — 136 с.
- Васильев А. Н. Юность полководца. Рассказы о М. В. Фрунзе / илл. Г. Балашов. — Москва: Правда, 1960. — 47 с. — (Библиотека «Огонёк», № 36).
- Васильев А. Н. Рассказы о М. В. Фрунзе. — Москва: Правда, 1985. — 47 с.
- Васильев А. Н. Смело, товарищи, в ногу... / илл. В. Бродский. — Москва: Детгиз, 1954. — 287 с.
- Васильев А. Н. Смело, товарищи, в ногу... В двух томах — Иваново: Книжное издательство, 1955. — Т. 1. — 287 с.
- Васильев А. Н. Смело, товарищи, в ногу... В двух томах — Иваново: Книжное издательство, 1956. — Т. 2. — 282 с.
- Васильев А. Н. Смело, товарищи, в ногу... / илл. К. Туренко. — Москва: Детгиз, 1956. — 495 с. — (Школьная библиотека. Для средней школы).
- Васильев А. Н. Смело, товарищи, в ногу... / илл. К. Туренко. — Москва: Детгиз, 1962. — 576 с. — (Историко-революционная библиотека).
- Васильев А. Н. Семнадцатый... — Иваново: Книжное издательство, 1957. — 343 с.
- Васильев А. Н. Семнадцатый... — Москва: Детгиз, 1958. — 334 с. — (Школьная библиотека. Для средней школы).
- Васильев А. Н. Семнадцатый... / илл. В. Штаркин. — Москва: Детская литература, 1969. — 303 с. — (Школьная библиотека. Для средней школы).
- Васильев А. Н. Кактус / илл. Л. Самойлов. — Москва: Правда, 1974. — 48 с. — (Библиотека «Крокодила» № 21).

### Сборники
- Васильев А. Н. Бархатная дорожка. Фельетоны / илл. Ю. Ганф. — Москва: Правда, типография им. Сталина, 1949. — 64 с. — (Библиотека «Крокодила» № 49).
- Васильев А. Н. О пользе дезинфекции. Фельетоны / илл. Г. Вальк. — Москва, 1951. — 64 с. — (Библиотека «Крокодила» № 81).
- Васильев А. Н. Хрустальная ваза. Юмористические рассказы / илл. И. Т. Колочков. — Иваново: Книжное издательство, 1953. — 120 с.
- Васильев А. Н. Основная профессия. Фельетоны / илл. Г. Вальк. — Москва: Правда, 1954. — 56 с. — (Библиотека «Крокодила» № 106).
- Васильев А. Н. Личное местоимение. Юмористические рассказы. — Москва: Советский писатель, 1955. — 152 с.
- Васильев А. Н. Люфа. Рассказы и фельетоны / илл. К. Елисеев. — Москва: Правда, 1957. — 64 с. — (Библиотека «Крокодила» № 160).
- Васильев А. Н. Старая приманка. Фельетоны на международные темы / илл. Б. Ефимов. — Москва: Правда, 1959. — 56 с. — (Библиотека «Крокодила» № 2).
- Васильев А. Н. Бывает, случается... Рассказы и фельетоны. — Москва: Советский писатель, 1960. — 232 с.

### Пьесы
- Васильев А. Н. Вопросов больше нет... Пьеса в двух действиях и пятнадцати картинах по мотивам одноимённого романа / отв. ред. Р. Афанасьев. — Москва: ВУОАП, 1966. — 70 с.
- Васильев А. Н. Затянувшаяся командировка. Пьеса в трёх действиях и двенадцати картинах / отв. ред. И. Петров. — Москва: ВУОАП, 1968. — 75 с.

### Сценарии
- 1955 — «Яхты в море»
- 1963 — «Понедельник — день тяжёлый»
- 1964 — «Товарищ Арсений»

### Документальная проза
- Васильев А. Н. Биография века / илл. А. Лурье. — Москва: Детгиз, 1963. — 96 с.
- Васильев А. Н. Биография века / илл. Незнайкин. — Москва: Детская литература, 1965. — 175 с. — (Школьная библиотека. Для средней школы).

### Переводы
- Василиев Аркадий. Другарят Арсени = Товарищ Арсений (болг.) / прев. от рус. Кирила Георгиева, илл. ориг. А. Зегер. — София: Народна младеж, 1954. — 122 с.
- Василиев Аркадий. Понеделник — тежък ден = Понедельник — день тяжёлый (болг.) / прев. от рус. Георги Жечев. — София: Народна култура, 1963. — 231 с. — (Библиотека избрани романи, № 2).
- Василиев Аркадий. Други въпроси няма = Вопросов больше нет... (болг.) / прев. от рус. Сава Чукалов. — София: Народна култура, 1967. — 231 с. — (Библиотека «Книги за всички», № 39).
- Vasiljev Arkadyij. A hétfő bajjal jár = Понедельник — день тяжёлый (венг.) / ford. Radványi Ervin. — Budapest: Európa könyvkiadó, 1963. — 252 с.
- Vasiljev Arkadyij. Ellene szavazok! = Есть такая партия! (венг.) / ford. B. Lányi Márta. — Budapest: Európa könyvkiadó, 1966. — 230 с.
- Vasiljev Arkadi. Kello Kolmetoista, teidan ylhaisyytenne = В час дня, ваше превосходительство... (фин.) / suoment. S. S. Rajainen. — Helsinki — Porvoo: Soderstrom, 1975. — 652 с.
- Васильев А. Н. В час дня, ваше превосходительство... / пер. Ж. Молдобаев, Д. Молдобаев; илл. Ю. Шыгаев. — Фрунзе: Адабият, 1990. — 542 с. — ISBN 5-660-00269-2.